# Vilobí del Penedès
Vilobí del Penedès – gmina w Hiszpanii, w prowincji Barcelona, w Katalonii, o powierzchni 9,33 km². W 2011 roku gmina liczyła 1106 mieszkańców.